# Bad Vilbel
Bad Vilbel är en stad i Wetteraukreis i Hessen i Tyskland. Den har cirka 36 000 invånare.

## Vänorter
Bad Vilbel har följande vänorter:
- Brotterode, Tyskland
- Eldoret, Kenya
- Glossop, Storbritannien
- Moulins, Frankrike